# Schön-Palast
Der Schön-Palast ist ein im Stil des Neobarock erbautes Schloss in Sosnowiec im Süden Polens in der Woiwodschaft Schlesien.

## Geschichte
Der Palast wurde von Ernst Schön am Ende des 19. Jahrhunderts am Rande der Ortschaft Pogoń erbaut. Das Gebäude befindet sich nahe der Bahnstrecke der Warschau-Wiener Eisenbahn und besitzt einen Neo-Romantischen Park. Der Schön-Palast wurde mehrmals umgebaut, doch die größten Umbauten fanden nach dem Zweiten Weltkrieg statt. Bei diesem Umbau wurden ein Kindergarten und private Wohnungen eingebaut.
Während der 1980er Jahre wurde der Palast von der Woiwodschaft Kattowitz als ein Monument der Woiwodschaft registriert. Im Frühling 1985 wurde der Palast in ein Museum umgewandelt. Im Jahr 2005 fand das 20-jährige Jubiläum der Museumsgründung statt. In dieser Zeit fanden viele Ausstellungen, Vorführungen, kulturelle Anlässe, Konzerte und Konferenzen statt.